# 香港華人基督教聯會薄扶林道墳場

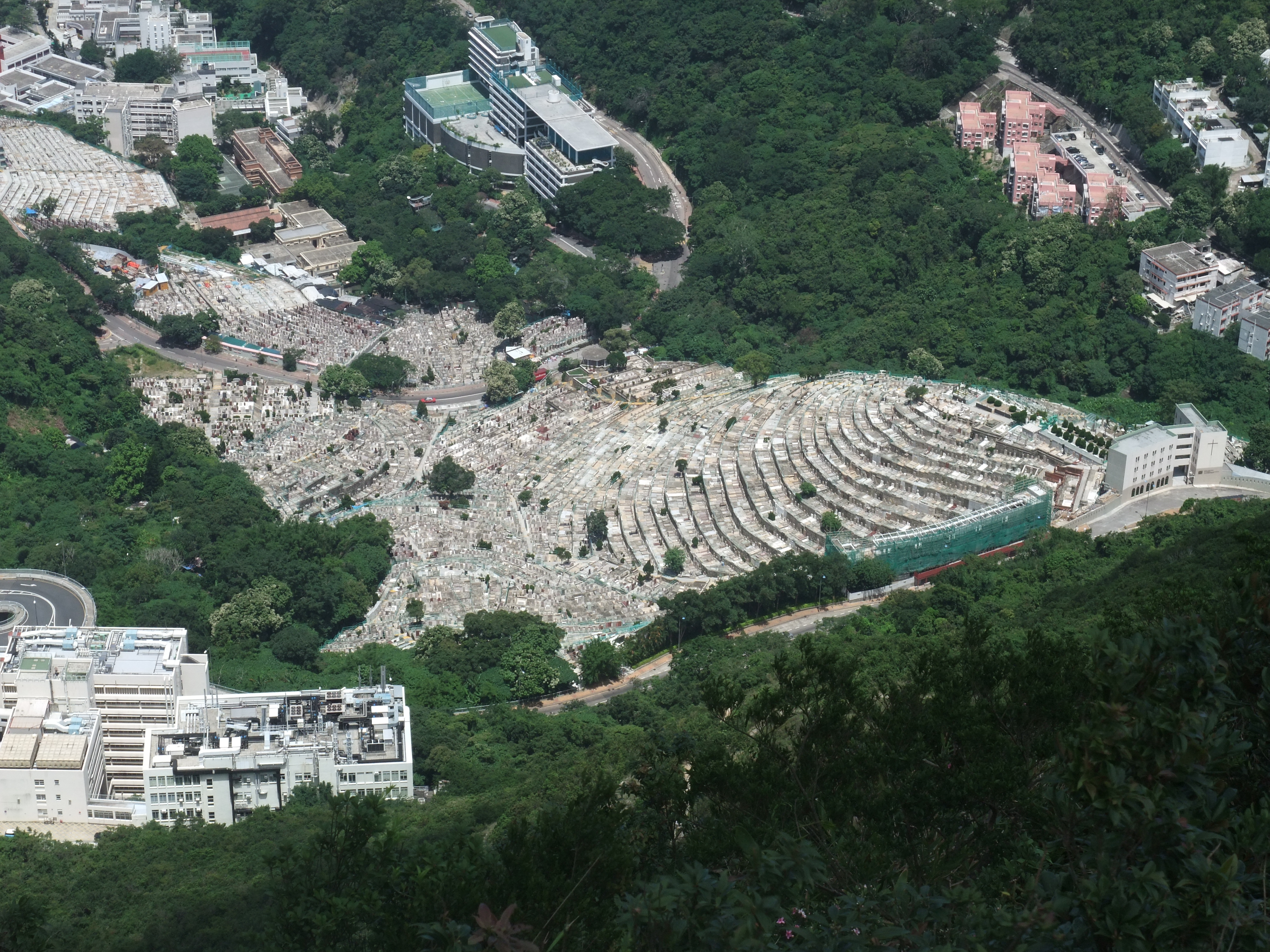
香港華人基督教聯會薄扶林道墳場

香港華人基督教聯會薄扶林道墳場（英語：Hong Kong Chinese Christian Churches Union Pok Fu Lam Road Cemetery），簡稱薄扶林華人基督教墳場，是香港華人基督教聯會轄下的一個墳場，位於香港島薄扶林道119號至125號，範圍約為摩星嶺域多利道至沙灣東華義莊以東，薄扶林道以西的山坡。
墳場內葬有多位名人，包括昔日香港四大百貨公司（先施百貨、永安百貨、大新百貨、新新百貨）的家族、著名作家許地山、革命家謝纘泰及音樂家何大傻等。

## 骨庫
11號骨庫位於域多利道285號

## 名人墓碑
- 何玉泉（1805年農曆7月16日至1885年農曆五月初六）
- 尹維清（1805年－1885年）：尹文楷之父
  - 尹文楷（1870年9月30日至1927年）
- 杜福茂（1824年－1911年）
- 左斗山（1830年－1911年）
- 吳秋湘（1838年9月28日－1911年1月31日）
  - 吳天保（1880年－1941年2月4日）吳秋湘之子
- 區鳳墀（1847年－1914年）孫中山中文老師，尹文楷岳父
- 王元琛（1817年農曆九月初二至1914年8月24日），名常福，字開胜。中國基督教新教傳教士，信義宗禮賢會奠基者，中國第一本教會史撰稿人，王寵益祖父
- 王煜初（1843年農曆十一月廿五日至1903年1月15日）王寵佑，王寵惠之父
- 王妍怡（1869年至1903年6月）王煜初長女
- 王謙如（1847年農曆8月18日至1907年10月31日），王元琛次子
- 王澤民，王謙如長子
- 王寵益（1888年9月15日－1930年12月15日），香港的第一位華人教授
- 伍于簪（1873年9月14日至1934年4月2日）
- 何樂琴（1876年8月28日至1930年5月5日）華服剪髮同志會發起人，旅港南海商會創會主席
- 林章堅（1876年2月15日至1962年11月30日）
- 謝德茂（1879年10月15日至1951年4月25日）
- 陳雪清（1897年9月2日至1990年11月9日）
- 謝秉正（1897年12月21日至1960年5月14日）
  - 謝傑偉（1924年2月21日至1949年7月28日）謝秉正之子
- 廖恩焘（1864年11月28日-1954年4月13日），廖仲恺之兄，词人，外交官
- 曾廣珊（1871年—1949年6月21日），曾國藩孫女，曾紀鴻獨生女，前中華民國國防部長俞大維之母
- 張文照（1876年8月19日至1966年1月21日）
- 劉淑雅（1888年12月24日至1959年6月27日）張文照之妻
- 王愛棠（1881年7月10日至1957年5月21日）反對蓄婢會創辨人
- 趙悅瓊（1883年6月9日至1949年7月14日）王愛棠之妻
- 翁挺生（1865年1月19日－1955年2月6日），香港中華基督教會公理堂第二任主任牧師（1903-1947）[1]
- 翁喜光（1911年5月28日－1983年7月3日）翁挺生牧師之子[2]
- 許地山（1894年2月3日－1941年8月4日）
- 馬鑑（1883年—1959年）
- 許淇安（1943年10月10日－2009年5月3日），前香港警務處處長[3][4]
- 謝纘泰（1872年5月16日－1938年4月4日），興中會成員、《南華早報》創辦人之一、中國第一位飛船設計者
- 伍華(1874年－1950年)[5]
- 鄭士良（1863年2月16日－1901年8月27日），三洲田起義的首領
- 何大傻（何澤民）（1896年－1957年6月15日），廣東音樂「四大天王」之一
- 李煜堂（1851年8月23日－1936年1月1日），廣東富商、積極資助孫中山及中國同盟會，電影《十月圍城》李玉堂的原型
- 陳潔貞（1861年10月11日至1939年8月7日），李煜堂原配夫人
- 周修平（1883年12月12日至1955年12月9日），李煜堂妾侍
- 劉正平（1882年8月25日至1954年8月24日）
- 余重賢（1881年2月29日至1972年10月29日）
- 李自重（1883年－1971年），李煜堂長子，電影《十月圍城》李重光的原型。
- 莊麗雲（1893年9月3日至1949年10月11日）李自重原配夫人
- 馬重意（1900年9月15日至1924年5月30日）李自重側室
- 莊秀姿（1911年1月14日至1966年4月22日）李自重側室
- 余斌臣（1883年－1971年）余兆麒之父
- 陳子橋，陳少白的父親、嶺南大學前身格致書院的倡辦人
- 李學柏（1848年9月11日－1935年1月7日），李樹芬的父親
- 李樹芬（1887年－1966年），孫中山的醫學顧問
- 孫婉（1896年11月12日－1979年6月3日），孫中山次女
- 戴恩赛（1892年5月6日－1955年1月16日），孫中山女婿
- 趙灼芝（1860年至1921年3月3日）浸信會名牧黃梅女婿
- 胡爾標（1862年農曆3月23日－1930年2月18日）胡謙亨(1830- 1889)長子
- 胡爾楷（1864年－1898年）胡謙亨(1830- 1889)次子
- 胡王麗珊（胡爾楷夫人）（1869年12月19日－1949年9月15日）
- 胡惠德，OBE，JP（1887年10月23日－1964年3月3日），胡爾楷長子
- 胡蔡金月（胡惠德夫人）（1900年5月9日－1972年3月29日）
- 胡潔貞（1889年3月19日－1965年2月25日）胡爾楷長女
- 胡素貞（1890年9月25日至1979年2月3日）胡爾楷次女
- 胡爾桂（1879年10月18日－1939年1月26日）胡謙亨(1830- 1889)五子
- 胡爾楝（1884年－1948年）胡謙亨(1830- 1889)六子
- 胡王碧蓮（胡爾楝夫人）（1885年－1965年）王謙如(1847-1907)七女
- 胡恩德（1907年5月26日－2005年3月15日）胡爾楝次子
- 伍于簪（1873年－1934年）
- 伍于簫
- 容覲彤（1876年—1933年），容閎長子，容永道繼父
- 馬在明（1822年9月19日至1916年3月24日），馬應彪之父
- 霍静山（1864年至1944年7月15日），馬應彪外父
- 馬應彪（1861年－1944年），先施百貨創辦人，慈善家[6]
- 霍慶棠（1872年－1957年）香港基督教女青年會創辦人之一，也是先施和香港第一位女售貨員。[6]
- 馬惠林（1902年8月21日至1954年11月29日）
- 馬惠文（1906年1月16日至1964年11月6日）
- 馬惠光（1914年9月30日至1979年12月15日）
- 王廣昌（1849年11月28日至1915年3月30日）先施百貨創辨董事
- 王國旋（1880年10月27日至1974年7月14日）先施百貨董事會主席，顯理中學創辨人
- 陳少霞（1870年9月18日至1943年7月28日）先施聯號總司理，陳麗珍之兄
- 陳麗珍（1878年5月2日至1937年5月14日）先施百貨董事，總店司理，遇刺身亡
- 勞仲儒（1878年9月18日至1916年7月23日）先施公司經理
- 廖薌儂（1886年－1930年）
- 黃詠德（1867年－1924年），黃勝之子
- 王頌剛（？－1941年），1941年香港淪陷時，為救濟貧民糧食，被日軍射殺。
- 李正高，香港巴色會第一位客家籍牧師
- 孫智興（1868年－1937年）
- 林護夫婦合葬墓（1873年－1933年）
- 許蒙恩（1874年11月20日至1932年8月28日）林護妻
- 杜應坤（1881年－1928年），廖仲愷之妹夫、譚雅士岳父
- 律敦治夫人（1886年8月6日－1974年12月20日）
- 陳潔玿（1911年－1938年）
- 郭泉（1879年－1957年4月），字鳳輝，永安百貨創辦人之一
- 馬燕清（1880年12月8日至1940年7月21日）郭泉妻，馬應彪之妹
- 郭浩（1880年－1946年），永安百貨創辦人之一
- 郭順（1884年－1976年4月16日）
- 郭琳珊（1916年9月2日－1983年4月27日）郭氏家族第二代掌舵人（郭志桁父親、郭永淳叔祖父）
- 郭琳褒
- 郭琳弼郭泉之子
- 郭琳驤（1914年10月6日－1971年12月21日）
- 劉粵聲（1891年至1960年6月26日）香港基督教聯會主席
- 李文華，商人，佐敦恆豐酒店的創辦人
- 蔡潤之（184年－1926年）蔡昌、蔡興及蔡聰之父
  - 蔡興（1869年－？），大新百貨（香港）的創辦人
  - 蔡昌（1877年11月2日－1951年7月13日），大新百貨創辦人
  - 蔡聰
    - 蔡東生（1902年－1987年），蔡興長子
- 陳子褒（1862年－1922年7月4日），康有為學生、曾參與「公車上書」，清末民初教育家
- 林子豐，OBE（1892年11月6日－1971年4月17日），中信嘉華銀行及浸會大學的創辦人[7]
- 馬儀英，MBE，JP（1909年12月23日－1974年2月7日），九龍真光中學創校校長
- 石堅[8][9]（1913年1月1日－2009年6月3日）
- 盧敦（1911年3月20日－2000年5月23日)[10]
- 廖新基（1897年1月28日－1941年2月22日），崇正總會創辦人之一
- 張祝齡牧師（1877年2月2日至1961年3月1日）張聲和（1853年至1938年）之子
- 簡達才
- 陳榮袞（1862年5月24日－1922年7月4日）
- 陸灼文（1861年2月22日－1938年2月26日）陸謙受、陸鏡輝之父
  - 陸鏡輝（1888年7月1日－1979年1月20日）
  - 陆谦受（1904年－1992年），第一代華人建築師、曾設計上海中國銀行及蘇屋邨
- 羅光雲、羅國瑞（1861年－？）之父
- 李子方，JP（1891年9月21日－1953年9月5日），東亞銀行經理、保良局總理，香港市政局和立法局非官守議員
- 李曹秀羣，CBE，JP（1908年－2005年)[11]
- 陳任（1945年12月13日－2008年11月1日），香港著名元老級中文唱片騎師[4]
- 曹仁超（1947年－2016年2月21日）
- 黎新祥（1950年9月1日－2010年6月20日），前香港足球教練及足球員[12]
- 區建公(1887年－1971年)[13]
- 楊啟彥，GBS，CBE，JP（1941年1月6日－2007年2月8日），首位華人庫務司，曾任九廣鐵路公司管理局主席兼行政總裁
- 羅明佑（1900年－1967年12月18日），香港電影導演和企業家
- 顏成坤，CBE，JP（1900年12月18日－2001年4月14日），香港企業家和政治家，中華汽車有限公司創辦人
- 謝希韞女士（1903年－1963年1月29日）麗澤中學創辦人之
- 李應林（1892年12月12日—1954年8月22日）崇基學院首任校長
- 李惠堂（1905年10月16日—1979年7月4日），前香港足球教練及足球員
- 黃炳耀（1946年11月20日—1991年10月15日），香港電影編劇和演員

## 交通
域多利道
巴士 （巴士站名“香港華人基督教聯會薄扶林道墳場”是全港最長的分站名稱）
(347是清明節及重陽節特別路線)
專線小巴
薄扶林道

## 流行文化
2025年春天ViuTV電視劇《三命》在該處取景拍攝。

## 參閲
- 香港墳場列表

## 外部連結
- 香港華人基督教會墓園部官方網頁 （页面存档备份，存于）